# Dipyrena cinerascens
Dipyrena cinerascens là một loài thực vật có hoa trong họ Cỏ roi ngựa. Loài này được (Schauer) Ravenna mô tả khoa học đầu tiên năm 2008.